# Lilly (Eure)
Lilly è un comune francese di 74 abitanti situato nel dipartimento dell'Eure nella regione della Normandia.

## Società

### Evoluzione demografica
Abitanti censiti